# 豐舞站
豐舞站（：／ Pungmu yeok */?）是金浦都市輕軌沿線的一座地下車站，位於韓國京畿道金浦市沙隅洞。

## 車站結構
站體構造為2面2線側式月台的地下車站，候車月台設有月台幕門，並有2處出口。

### 月台配置
| 沙隅 ↑ |
| \| 上  |
| ↓ 高村 |

| 月台 | 路線          | 目的地        |
| ---- | ------------- | ------------- |
| 上行 | ●金浦都市鐵道 | 陽村方向      |
| 下行 | ●金浦都市鐵道 | 金浦機場 方向 |

## 歷史
- 2016年6月20日：決定站名為豐舞站。
- 2018年4月18日：宣佈更名為豐舞沙禺站（풍무사우역）。
- 2018年4月19日：更名計劃取消。
- 2019年9月28日：落成啟用。

## 車站周邊
- EMART TRADERS（朝鲜语：이마트 트레이더스）金浦店
- 第26號近鄰公園
- 豐舞圖書館
- 豐舞洞行政福利中心
- 金浦新豐初等學校

## 相鄰車站
金浦都市鐵道
●金浦都市鐵道
沙隅（G106）－豐舞（G107）－高村（G108）